# Семьон Тимошенко
Семьон Константѝнович Тимошѐнко (на руски: Семён Константѝнович Тимошѐнко) (18 февруари 1895–31 март 1970), е висш съветски командир от Втората световна война, маршал на Съветския съюз (от 1940 г.).
През септември 1939 г. командва част от съветските войски (Украинския фронт), които нахлуват в Полша шестнадесет дни след германското нахлуване. В резултат на този „освободителен поход“ Съветският съюз окупира Западна Украйна. В началото на 1940 г. води бойните действия срещу Финландия в Зимната война. От май 1940 до юли 1941 г. е народен комисар (съветски термин за „министър“) на отбраната на СССР.
След нападението на Германия срещу Съветския съюз (22 юни 1941 г.) Тимошенко оглавява за кратко време Ставка на главното командване на въоръжените сили. На 2 юли е определен за командващ войските на Западния фронт, а впоследствие и на цялото Западно направление, което прикрива най-прекия път на германците към Москва – този през Минск и Смоленск. В хода на Смоленското сражение в началото на август четири от армиите на маршал Тимошенко са разгромени, но немското настъпление е временно спряно.
През май 1942 г. Тимошенко ръководи Югозападния и Южния фронт в Харковската битка, която започва обещаващо, но завършва с тежко поражение за Червената армия заради недоброто обезпечение на фланговете на настъпващите войски и ненавременната заповед за отстъпление на частите, застрашени от обкръжение. При последвалите реорганизации на съветското командване Тимошенко губи поста си начело на Югозападното направление, но остава командващ фронт. Невъзстановени от загубите в предходните сражения, войските му са принудени да отстъпят от Източна Украйна под натиска на немците в началото на юли 1942 г. За няколко дни Тимошенко командва отбраната на подстъпите към Сталинград, в големия завой на Дон. През есента на 1942 г. му е дадено командването на Северозападния фронт, начело на който остава до март 1943 г. Впоследствие до капитулацията на Германия през май 1945 г. Тимошенко служи като представител на Ставката и координатор на бойни операции в различни участъци на Източния фронт.